# Caserna General de l'Exèrcit de Terra d'Espanya
La Caserna General de l'Exèrcit de Terra (CGET) és l'organisme del Exèrcit de Terra d'Espanya en el qual estan integrats tots els òrgans que enquadren els mitjans humans i materials que assisteixen al Cap d'Estat Major de l'Exèrcit de Terra en l'exercici del comandament de la branca terrestre de les Forces Armades. Els òrgans integrats en la Caserna General depenen orgànicament del Cap d'Estat Major, que ostenta el rang de general d'exèrcit.
La Caserna General de l'Exèrcit de Terra té la seu central al Palau de Buenavista, situat a la madrilenya Plaça de la Cibeles.
La seu central de la Caserna General de l'Exèrcit alberga la Intervenció Delegada Central a l'Exèrcit de Terra, depenent orgànica i funcionalment de la Intervenció General de la Defensa. És responsable de la notaria militar, la supervisió de la gestió economicofinancera a través de la funció interventora i el control financer permanent, i l'assessorament econòmic-fiscal relacionat amb els òrgans de l'Exèrcit de Terra i que correspongui en virtut de la legislació en vigor. També pertany a la Caserna General de l'Exèrcit de Terra (sota dependència directa del Cap de l'Estat Major del ET) el Regiment d'Infanteria «Inmemorial del Rey» n. 1, com a òrgan de serveis generals, la Prefectura dels Sistemes d'Informació, Telecomunicacions i Assistència Tècnica i l'Institut d'Història i Cultura Militar.
L'estructura de la Caserna General de l'Exèrcit de Terra és la següent:
- L'Estat Major de l'Exèrcit de Terra
- El Gabinet del Cap d'Estat Major
  - La Secretaria Particular del Cap d'Estat Major de l'Exèrcit de Terra
  - El Departament de Comunicació
  - La Unitat d'Estudis
- La Prefectura dels Sistemes d'Informació, Telecomunicacions i Assistència Tècnica
- L'Institut d'Història i Cultura Militar
- El Regiment d'Infanteria «Inmemorial del Rey» n. 1
- L'Assessoria Jurídica
- La Intervenció Delegada

## Estat Major de l'Exèrcit de Terra

Escut de l'Estat Major de l'Exèrcit de Terra.

L'Estat Major de l'Exèrcit de Terra és el primer dels òrgans que estan al servei del Cap d'Estat Major de l'Exèrcit de Terra. La seva finalitat més important consisteix en facilitar-li la informació i els elements de judici necessaris per a la presa de decisions, la plasmació d'aquestes en ordres i la supervisió del seu compliment. Per aconseguir els seus objectius, l'Estat Major de l'Exèrcit de Terra gestiona quants assumptes resolgui Cap d'Estat Major en l'exercici el seu comandament sobre l'Exèrcit de Terra.
L'Estat Major de l'Exèrcit, en l'exercici de les seves funcions, depèn directament del Cap d'Estat Major de l'Exèrcit de Terra. No està integrat en la cadena de comandament, per la qual cosa no pot exercir tasques de comandament, tasques de gestió, ni de naturalesa executiva. La seva activitat se centra en l'adreça global de l'Exèrcit com un tot. Aquesta adreça s'entén com el conjunt d'activitats de planejament, organització, motivació, coordinació i control que permeten al Cap d'Estat Major de l'Exèrcit de Terra el compliment de la seva missió i l'exercici de les seves funcions i competències.
Al capdavant de la Prefectura de l'Estat Major de l'Exèrcit es troba el Segon Cap de l'Estat Major de l'Exèrcit de Terra, amb rang de tinent general. Subordinat al Cap d'Estat Major de l'Exèrcit de Terra, organitza, planifica, dirigeix, coordina i és responsable de la supervisió general de les activitats de l'Exèrcit de Terra. Disposa de diversos òrgans de suport personal i una Unitat d'Estudis.
L'organització de l'Estat Major de l'Exèrcit de Terra és la següent:
- Prefectura
- La Secretaria General de l'Estat Major
  - La Secció de Coordinació General
  - La Secció d'Afers Institucionals
  - La Secció de Suport
  - La Prefectura d'Afers Econòmics
  - El Nucli de Sistemes d'Informació
  - El Gabinet de Traductors i Intèrprets
  - El Servei de Sanitat de la Caserna General de l'Exèrcit
  - La Secretaria Permanent del Consell Superior de l'Exèrcit de Terra
- La Divisió de Planes: És la unitat responsable de l'organització i planejament global dels plans de l'Exèrcit de Terra a mitjà i llarg termini.
  - La Secretaria Tècnica
  - La Secció de Planes i Organització
  - La Secció d'Assumptes Internacionals
  - La Secció de Planejament Pressupostari
  - El Centre de Relacions Internacionals
  - El Centre de Transformació
- La Divisió d'Operacions: Òrgan responsable del planejament, coordinació i control general dels objectius relacionats amb la preparació de les unitats i del seguiment de les activitats de la Força.
  - La Secretaria Tècnica
  - La Secció de Campanya
  - La Secció de Preparació
  - La Secció d'Intel·ligència i Seguretat al comandament d'un Coronel. El CIDI de la Secció està situat en el CESET, el comandament del qual igualment és de coronel, sent també el 2° Cap de la Divisió d'Operacions, (DIVOPE).
  - La Secció dels Sistemes d'Informació Telecomunicacions i Assistència Tècnica
  - El Centre de Seguretat de l'Exèrcit de Terra
- La Divisió de Logística: És responsable del planejament, coordinació i control general dels objectius relacionats amb el suport logístic de l'Exèrcit de Terra.
  - La Secretaria Tècnica
  - La Secció de Recursos Humans
  - La Secció de Recursos Materials
  - La Secció d'Aquarterament i Infraestructura
  - La Secció de Suport Logístic